# Brian Lumley
Brian Lumley (ur. 2 grudnia 1937 w Horden, zm. 2 stycznia 2024) – angielski pisarz.
Zafascynowany w młodości twórczością H.P. Lovecrafta, pisywał początkowo opowiadania a następnie powieści z gatunku horroru i mystery. Nie zyskały one większego rozgłosu. Przełom w jego pisarskiej karierze nastąpił po wydaniu książki Psychomech (1984), zauważonej przez krytykę. Do dziś najbardziej znanym dziełem pisarza pozostaje zapoczątkowany w 1986 roku cykl Nekroskop. Lumley łączył w swej twórczości elementy mitologii Cthulhu, zjawisk paranormalnych (ESP), a w cyklu Nekroskop także ludowe mity o wampirach, wilkołakach, „złym oku” i inne. Po części usystematyzował je w dość spójnej, choć odległej od rzeczywistości wizji świata. Ze względu na wątki udziału tajnych rządowych agencji w zmaganiach ludzkości z istotami o nadludzkich możliwościach, bywa nazywany „Ludlumem horroru”.

## Twórczość

### Mitologia Cthulhu

#### CyklTytus Crow
- 1974 Tytus Crow 1: Kretochłony (Władcy podziemi, The Burrowers Beneath)
- 1975 Tytus Crow 2: Przemiana Tytusa Crowa (The Transition of Titus Crow)
- 1978 Tytus Crow 3: Zegar snów (The Clock of Dreams)
- 1978 Spawn of the Winds
- 1979 In the Moons of Borea
- 1989 Elysia: The Coming of Cthulhu! (zbiór opowiadań)

#### CyklKraina Snów
- 1986 Bohater snów (Hero of Dreams)
- 1986 Ship of Dreams
- 1987 Mad Moon of Dreams
- 1990 Iced on Aran: And Other Dream Quests (zbiór opowiadań)

#### TrylogiaOpowieści z Pierwotnego Lądu
- 1984 Dom Cthulhu (The House of Cthulhu: And Other Tales of the Primal Land)
  - Jak Kank Thad powrócił do Bhur-Esh (How Kank Thad Returned to Bhur-Esh)
  - Księga czarownika (The Sorcerer’s Book)
  - Dom Cthulhu (The House of Cthulhu)
  - Tharquest i wampirzyca (Tharquest and the Lamia Orbiquita)
  - Zabić czarownika! (To Kill a Wizard!)
  - Zagadkowa korespondencja (Cryptically Yours)
  - Mylakhrion nieśmiertelny (Mylakhrion the Immortal)
  - Panowie moczarów (Lords of the Morass)
  - Wino czarownika (The Wine of the Wizard)
  - Sen czarownika (The Sorcerer’s Dream)
- 1991 Tarra Khash: Hrossak!
- 1991 Sorcery in Shad

### TrylogiaPsychomech
- 1984 Psychomech (Psychomech)
- 1984 Psychosfera (Psychosphere)
- 1985 Psychoamok (Psychamok)

### CyklNekroskop

#### Nekroskop
- 1986 Nekroskop 1: Nekroskop (Necroscope)
- 1988 Nekroskop 2: Wampiry (Necroscope II: Wamphyri!)
- 1989 Nekroskop 3: Źródło (Necroscope III: The Source)
- 1990 Nekroskop 4: Mowa umarłych (Necroscope IV: Deadspeak)
- 1991 Nekroskop 5: Roznosiciel (Necroscope V: Deadspawn)

#### Świat wampirów
- 1992 Nekroskop 6: Bracia krwi (Blood Brothers)
- 1993 Nekroskop 7: Ostatnie zamczysko (The Last Aerie)
- 1994 Nekroskop 8: Krwawe wojny (Bloodwars)

#### Stracone lata
- 1995 Nekroskop 9: Stracone lata (Necroscope: The Lost Years)
- 1996 Nekroskop 10: Odrodzenie (Necroscope: The Lost Years II: Resurgence)

#### Wydział E
- 1999 Nekroskop 11: Najeźdźcy (E-branch: Invaders)
- 2000 Nekroskop 12: Piętno (Necroscope: Defilers)
- 2001 Nekroskop 13: Obrońcy (Necroscope: Avengers)

#### Nowe przygody Nekroskopa
- 2006 Nekroskop 14: Dotyk (Necroscope: The Touch)
- 2009 Nekroskop 16: Harry i piraci (Necroscope: Harry and the Pirates)
- 2010 Nekroskop 17: Nosiciel (Necroscope: The Plague-Bearer)
- 2013 Nekroskop 18: Morderstwa w kontinuum (Necroscope: The Möbius Murders)

Do cyklu wliczane są również opowiadania zawarte w zbiorze Nekroskop 15: Harry Keogh i inni dziwni bohaterowie (Harry Keogh: Necroscope and Other Weird Heroes!, 2003).

### Inne powieści
- 1974 Pod wrzosowiskami (Beneath the Moors, wznowiona razem z innymi opowiadaniami w 2002 jako Beneath the Moors and Darker Places)
- 1987 Demogorgon (Demogorgon)
- 1990 Zemsta Khai (Khai z krainy Khem, Khai of Ancient Khem)
- 1990 Dom pełen drzwi (The House of Doors)
- 1998 The House of Doors: Second Visit (Maze of Worlds)
- 2011 Latry (The Fly-By-Nights)

### Poezja
- 1982 Ghoul Warning: And Other Omens

### Zbiory opowiadań
- 1971 The Caller of the Black
- 1977 The Horror at Oakdeene & Others
- 1988 Synchronicity, or Something
- 1991 Return of the Deep Ones: And Other Mythos Tales
- 1991 The Compleat Khash: Never a Backward Glance
- 1991 Dagon's Bell: And Other Discords
- 1993 Fruiting Bodies and Other Fungi
- 1995 The Second Wish and Other Exhalations
- 1998 A Coven of Vampires
- 2001 The Whisperer and Other Voices
- 2002 The Brian Lumley Companion
- 2002 Pod wrzosowiskami (Beneath the Moors and Darker Places)
  - Słońce, morze i niemy krzyk (The Sun, the Sea, and the Silent Scream)
  - Drugie życzenie (The Second Wish)
  - Rzecz o samochodach (A Thing About Cars)
  - Wynurzający się z Surtsey (Rising with Surtsey)
  - BigCy (Big „C”)
  - Horror w wesołym miasteczku (The Fairground Horror)
  - Robal Davida (David's Worm)
  - Dzwon Dagona (Dagon's Bell)
  - Pod wrzosowiskami (Beneath the Moors)
- 2003 Nekroskop 15: Harry Keogh i inni dziwni bohaterowie (Harry Keogh: Necroscope and Other Weird Heroes!)
  - Początek (Inception) (opowiadanie z cyklu Tytus Crow)
  - Władca robaków (Lord of the Worms, opowiadanie z cyklu Tytus Crow)
  - Imię i liczba (Name and Number) (opowiadanie z cyklu Tytus Crow)
  - Niezwykłe wino Naxasa Nissa (The Weird Wines of Naxas Niss, opowiadanie z cyklu Kraina Snów)
  - Złodziej snów (The Stealer of Dreams, opowiadanie z cyklu Kraina Snów)
  - Martwy Eddy (Dead Eddy, opowiadanie z cyklu Nekroskop)
  - Sny dinozaurów (Dinosaur Dreams, opowiadanie z cyklu Nekroskop)
  - Wskrzeszenie (Resurrection, opowiadanie z cyklu Nekroskop)
- 2004 Brian Lumley's Freaks
- 2006 Screaming Science Fiction: Horrors from Out of Space
- 2008 Haggopian and Other Stories
- 2009 The Nonesuch and Others